# One Way Wind

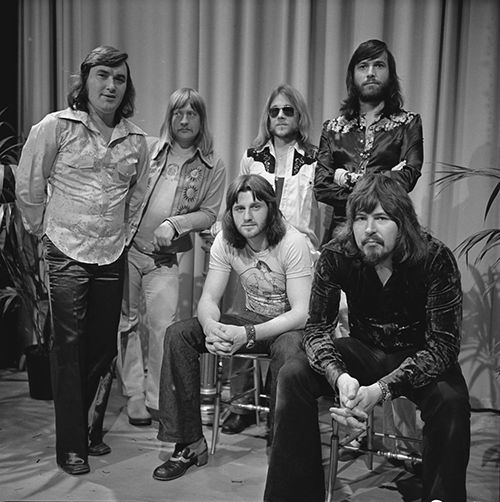
The Cats, 1974
Hinten: Jaap Schilder, Theo Klouwer, Cees Veerman, Arnold Mühren
Vorne: Piet Keizer, Piet Veerman

One Way Wind ist ein Popsong, der im Juli 1971 von dem niederländischen Band The Cats veröffentlicht wurde. Es wurde von Arnold Mühren (* 1943) geschrieben, der in der Band Bass spielte.

## Text und Komposition
Der Erzähler und seine Partnerin gehen am Meeresufer entlang, wo die Bäume aufgrund der konstanten Windrichtung alle in die gleiche Richtung zeigen. Er fragt sich, ob der Wind versucht, seinen Verstand zu verwirren, und ob seine Partnerin die ist, die er zu finden gehofft hat. Aber er schätzt jeden Moment, den er mit ihr verbringt. Es geht um die Themen Unsicherheit, Sehnsucht und der Suche nach Liebe.
Das Lied ist in der Tonart E-Dur und hat ein Tempo von 110 Beats per minute.

## Erfolg
Es wurde ein internationaler Hit, der in den niederländischen Top 40 auf Platz 3, in Deutschland auf Platz 4 und in der Schweiz auf Platz 1 landete. Er ist auf Platz 7 der Top 200 der 1970er Jahre des niederländischen öffentlich-rechtlichen Rundfunks gelistet.
Die Single verkaufte sich in den Niederlanden 130.000 Mal, in Deutschland mehr als eine Million Mal und wurde mit einem goldenen His Master’s Voice ausgezeichnet.

## Coverversionen
- Karel Gott – Se mnou vítr rád si brouká
- Ulli Martin – One Way Wind[6]
- Dana Winner – Westenwind
- Die Flippers – Sommerwind
- Oswald Sattler – Sommerwind